# Chorągiew piesza prywatna Tomasza Zamoyskiego (autoramentu cudzoziemskiego)

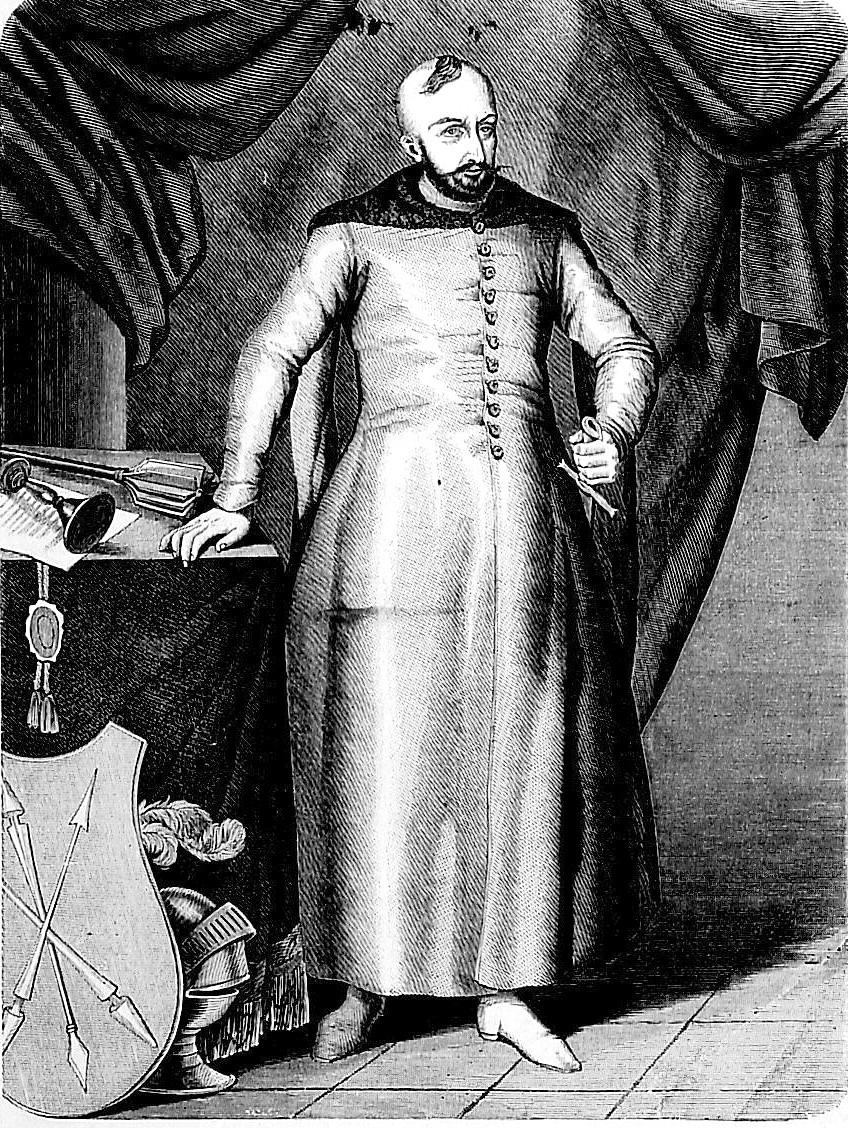
Tomasz Zamoyski herbu Jelita

Chorągiew piesza prywatna Tomasza Zamoyskiego – prywatna chorągiew piesza koronna I połowy XVII wieku, okresu wojen ze Szwedami i Rosją. Była to chorągiew autoramentu cudzoziemskiego.
Szefem tej chorągwi był wojewoda kijowski, Tomasz Zamoyski herbu Jelita, natomiast dowódcą kapitan Grym.
Chorągiew wzięła udział w wojnie polsko-szwedzkiej 1626–1629 w liczbie 100 żołnierzy.